# Christian Ludwig Nitzsch
Christian Ludwig Nitzsch (Beucha, 3 settembre 1782 – Halle, 16 agosto 1837) è stato uno zoologo tedesco.